# La Piste fatale
La Piste fatale (titre original : Inferno) est un film américain réalisé par Roy Ward Baker, sorti en 1953.
Produit par la 20th Century Fox, ce film, considéré comme un « western moderne », met notamment en vedette William Lundigan, Robert Ryan et Rhonda Fleming.

## Synopsis
Au cours d'une virée dans le désert Joseph Duncan (William Lundigan) associé du millionnaire Donald Carslon (Robert Ryan) abandonne ce dernier en plein désert avec la complicité de la femme Geraldine (Rhonda Fleming) qui est la maîtresse de Duncan. Laissé pour mort avec une jambe cassée et de l'eau et des vivres en quantité insuffisante, Carlson parviendra à force de volonté et d'ingéniosité à s'en sortir.

## Fiche technique
- Titre original : Inferno
- Producteur : William Bloom
- Réalisateur : Roy Ward Baker
- Scénario : Francis M. Cockrell
- Musique : Paul Sawtell
- Montage : Robert L. Simpson
- Photographie : Lucien Ballard
- Studios : 20th Century Fox
- Durée : 83 minutes
- Date de sortie : 
  - États-Unis : 12 août 1953

## Distribution
- William Lundigan : Joseph Duncan
- Robert Ryan : Donald Carslon
- Rhonda Fleming : Geraldine
- Henry Hull : Sam Elby
- Larry Keating : Dave Emory
- Carl Betz : Lieutenant Mike Platt
- Robert Burton : Le shérif

## Production
- Le film fut tourné pour la projection en 3D.